# 원폭피해자
원폭피해자란 제2차 세계 대전 말, 미국이 일본의 두 도시에 투하한 원자폭탄으로 인해 피해를 입은 사람을 말한다. 원자폭탄 피해자의 준말로, 더 줄여서 피폭자라고도 하며 이 용어가 자주 쓰인다.

## 피해자 현황
1945년 8월 6일 히로시마와 같은 해 8월 9일 나가사키에 미국이 원자폭탄을 투하하였는데, 당시 사망자는 히로시마에서 14만 명, 나가사키에서 7만 명으로 추정하고 있다. 이 중 한국인은 사망자 7만 명, 그중 생존자는 3만 명이며, 귀국자는 23,000명(이 중 2,000명 정도는 북한으로 귀국)이며, 잔류자는 7,000명으로 추정하고 있다. 2024년 4월 현재 생존자는 대한적십자사 집계에 따르면 1,700여 명이다.

## 피해 보상 문제
그동안 일본에 거주하는 원폭피해자와 재외피폭자는 복지면에서 상당한 격차를 두어 차별을 받고 있었으나, 피폭자 곽귀훈이 “피폭자는 어디에 있어도 피폭자”라는 표어를 내걸고, 재외피폭자에게는 지급되지 않았던 수당지급문제를 제소하였고, 2002년 12월에 오사카(大坂)고등법원에서 승소·확정되었다. 그 후 2003년 3월부터 수당을 지급받게 된 것을 시작으로 상당히 많은 개선이 있었지만, 
아직도 차별이 완전히 해소되지는 않았다.
피폭자가 받는 피해는 열, 폭풍, 방사능, 2차 피폭 등에 의한 신체적인 면은 물론, 재산의 손실, 장애로 인한 노동력 상실, 가정의 파괴 및 결손, 방사선에 의한 질병(암 등)과 그 후유증 등 2차적인 피해까지 다양하다. 그리고 유전에 대한 두려움 때문에 피폭자 자손과의 결혼을 꺼리는 문제와 마치 못쓸 병자를 대하듯 하는 사회적 분위기 등으로 인해 정신적인 피해도 있었다.

## 유전 여부
동물실험에서는 방사능 피해가 유전되는 현상이 나타나고 있으나, 피폭 직후부터 미국과 일본의 공동연구기관인 “방사선영향연구소”에서 피폭자 자손들을 계속 추적 조사한 결과 현재까지 유전한다는 증거를 찾지 못하고 있다. 따라서 원폭 피해는 유전되지 않는 것으로 간주되고 있다.

## 피폭자 보상 수혜 자격과 제도
원폭피해자라는 자격을 인정하는 기관은 일본 정부이며, 일본의 지방자치단체 중 주로 히로시마나 나가사키에서 신청을 받아서 심사하고 있다. 그곳에서 피해자로 인정되면 피폭자건강수첩을 교부받음으로써 보상 수혜 자격을 얻게 된다. 현재는 일본에 가지 않고도 일본대사관을 통해 이 수첩 교부 신청을 할 수 있다. 한국에 있는 피해자가 이 수첩을 받으려면, 대한적십자사 원폭피해자·사할린동포지원본부나 한국원폭피해자협회로 문의하면 안내를 받을 수 있다.
참고로 일본의 원폭피폭자원호법에 규정되어 있는 것을 보면 다음과 같다.
이 법률(일본의 원폭피폭자원호법)에서 피폭자란 다음 각호의 어느 것에 해당하는 사람으로서 피폭자건강수첩을 받은 사람을 말한다.
1. 원자폭탄이 투하될 당시에 히로시마시(廣島市) 또는 나가사키시(長崎市)의 구역(區域) 내 또는 정령(政令)에서 정한 이들에 인접한 구역 내에 있었던 사람.
2. 원자폭탄이 투하된 때부터 정령(政令)에서 정한 기간 내에, 전호에서 규정한 구역(區域) 내에서, 정령(政令)에서 정한 구역(區域) 내에 있었던 사람.
3. 위의 2호에 게시(揭示)한 사람 외, 원자폭탄이 투하될 때 또는 그 후에 신체가 원자폭탄 방사능의 영향을 받은 사정(事情)하에 있었던 사람.
4. 위의 3항에 게시(揭示)한 사람이 해당 각호에서 규정한 사유에 해당한 당시 그 사람의 태아(胎兒)였던 사람.